# André Golke
André Golke (* 15. August 1964 in Hamburg) ist ein ehemaliger deutscher Fußballspieler.

## Karriere
Golke, der Versicherungskaufmann lernte, begann beim Hamburger Stadtteilklub Hausbruch-Neugrabener Turnerschaft mit dem Fußballspiel. Über die Jugend des Hamburger SV kam er zum FC St. Pauli, mit dem er 1988 in die Fußball-Bundesliga aufstieg. Mit 25 Treffern ist er bis heute Rekordtorschütze des Kiez-Klubs in der deutschen Eliteliga. Nach dem Abstieg von St. Pauli 1991 spielte er noch für den 1. FC Nürnberg und den VfB Stuttgart in der ersten Liga, bevor er zum VfB Lübeck in die zweite Liga ging. 1998 beendete er seine aktive Karriere.
Beim Spiel SV Werder Bremen – 1. FC Nürnberg (Endstand 1:3) am 16. Mai 1992 erzielte André Golke in der zweiten Halbzeit einen lupenreinen Hattrick. Sein dritter Treffer in diesem Spiel wurde zum Tor des Monats Mai 1992 gewählt.
Bis Juni 1999 war er Trainer des Hamburger Landesligisten Türkgücü Wilhelmsburg. Im Juli 2009 übernahm André Golke das Traineramt der 1. Herrenmannschaft beim niedersächsischen Oberliga-Absteiger VfL Maschen. Er betätigte sich auch in der Jugendfußballschule von Thomas Seeliger als Trainer.

## Stationen
- Hamburger SV (Jugend)
- 1984 bis 1991: FC St. Pauli
- 1991 bis 1992: 1. FC Nürnberg
- 1992 bis 1993: VfB Stuttgart
- 1993 bis 1995: 1. FC Nürnberg
- 1995 bis 1998: VfB Lübeck

## Statistik

### Golkes Bundesligaspiele
- 98 für den FC St. Pauli
- 71 für den 1. FC Nürnberg
- 25 für den VfB Stuttgart

### Golkes Bundesligatore
- 25 für den FC St. Pauli
- 11 für den 1. FC Nürnberg
- 1 für den VfB Stuttgart